# Collège interaméricain de défense
Pour les articles homonymes, voir CID.

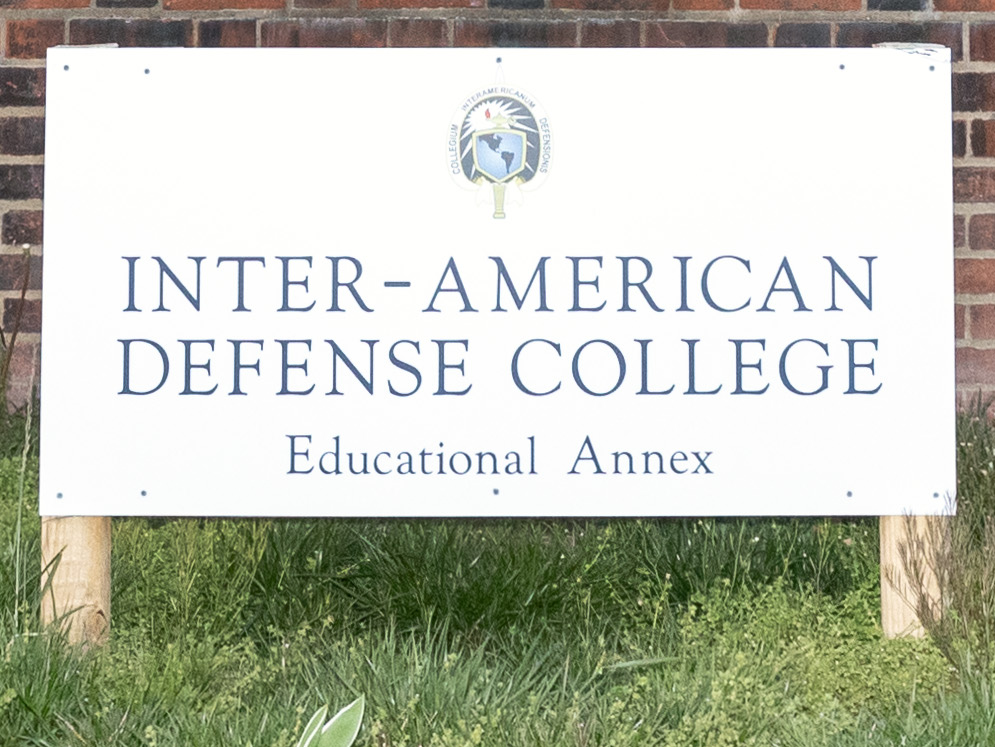
Annexe du Collège interaméricain de défense au Fort Lesley J. McNair, Washington D.C., 21 mars 2024

Le Collège interaméricain de défense (CID) est l'entité éducative de l'Organisation interaméricaine de défense, un organe indépendant de l'Organisation des États américains,. Le Collège dispose d'un corps professoral, d'un personnel et d'étudiants internationaux ainsi que d'une large participation internationale qui offre une opportunité exceptionnelle pour le libre échange d'idées et la formation pour une meilleure compréhension interaméricaine,.

## Programme
Le CID sélectionne rigoureusement ses étudiants parmi les responsables militaires, policiers et civils des pays membres de l'Organisation des États américains, dont les candidatures sont avancées par ces derniers.
La formation de 1645 heures permet d'approfondir les questions de sécurité et de défense dans le contexte du continent américain ainsi que de bâtir la confiance et la collaboration entre les hauts responsables des pays dudit continent.
Le CID détient une licence permanente de la Commission des licences d'enseignement supérieur du District de Columbia (DC-HELC) et est accrédité par la Commission des États du Moyen-Orient sur l'enseignement supérieur.

## Anciens élèves
- Général Otto Pérez Molina, Armée de terre guatémaltèque (retraité), ancien président du Guatemala.
- Michelle Bachelet, qui a été Haut-Commissaire des Nations Unies aux droits de l'homme de 2018 à 2022. Elle a également été présidente, ministre de la Défense nationale, et ministre de la Santé du Chili et directrice d'ONU Femmes.
- Lucio Gutiérrez, ancien président de l'Équateur.
- Paco Moncayo, ancien maire de Quito et général de l'armée de terre équatorienne pendant la guerre du Cenepa, actuellement parlementaire.
- Daniel Delgado Diamante, ancien ministre du Gouvernement et de la Justice du Panama.
- Amiral Mariano Francisco Saynez Mendoza, Marine mexicaine, ancien Secrétaire de la Marine du Mexique.
- Général Jorge Daniel Castro Castro, directeur de la police nationale colombienne.
- Général de division Ronaldo Cecilio Leiva, ministre de la Défense du Guatemala.
- Major-général William A. Navas, Jr., armée de terre américaine (retraité), ancien secrétaire adjoint de la marine et ancien sous-secrétaire adjoint à la défense pour la réserve.
- Général de division Alfred Valenzuela, armée de terre américaine (retraité), auteur de No Greater Love: The Life and Times of Hispanic Soldiers.
- Major général Antonio J. Vicens, armée de terre américaine, adjudant général de la Garde nationale de Porto Rico
- Général de brigade Antonio J. Ramos, US Air Force (retraité).
- Général de division Efrain Vasquez Velazco, armée de terre vénézuélienne. (Retraité), ancien commandant de l'armée de terre vénézuélienne.
- Major-général William J. Walker, 37e sergent d'armes de la Chambre des représentants des États-Unis et ancien commandant général de la Garde nationale du district de Columbia[9].